# Ghost Song
Ghost Song ist ein Jazzalbum von Cécile McLorin Salvant. Die 2020 in der St. Malachy’s Church, New York City, und im The Bunker Studio, Brooklyn, entstandenen Aufnahmen erschienen am 4. März 2022 auf Nonesuch Records.

## Hintergrund
Cécile McLorin Salvants Songauswahl würde an die ikonische, genreübergreifende Arbeit von Joni Mitchell erinnern, schrieb Matt Collar, wobei die Sängerin vollkommen McLorin-Salvant bleibe. Sie interpretiert eine Version des Wizard-of-Oz-Songs „Optimistic Voices“; weitere Coverversionen sind Kate Bushs „Wuthering Heights“ und eine romantische Fassung von Stings „Until“, begleitet mit einer von brasilianischer Musik beeinflussten Instrumentalgruppe mit Solos von Flötistin Alexa Tarantino und Pianist Sullivan Fortner, des Weiteren ein Arrangement von Kurt Weill und Bertolt Brechts Song aus der Dreigroschenoper „The World Is Mean“. Zu ihren Eigenkompositionen gehören das Folk-beeinflusste „Thunderclouds“, die Ballade „Moon Song“ und „I Lost My Mind“, das als Klavierduo beginnt, bevor sie von einer Steve-Reich-ähnliche Pfeifenorgel-Klanglandschaft umgeben wird. In „Dead Poplar“ thematisiert Salvant einen sehnsüchtigen Brief des Fotografen Alfred Stieglitz an seine damalige Geliebte und Muse, die Malerin Georgia O’Keeffe.
„Wenn es um Instrumente geht, liebe ich einen Außenseiter, den niemand mag“, bemerkte Salvant in einem Interview für The Arts Desk. Das Banjo taucht nicht nur in Ghost Song wieder auf – nachdem es zuvor auf ihrem Album WomanChild von 2013 zu hören war – Salvants nie endende Suche nach strukturellen Überraschungen erlebt die Einführung von Laute und Theorbe in „Dead Poplar“ [...]. Zum Beginn und Schluss des Albums bemerkte sie: „Aufgenommene Quellen einzubringen, die nicht so High-Fidelity und makellos sind … das möchte ich in Zukunft öfter tun.“ „Ich habe Feldaufnahmen schon immer geliebt. Ich habe viel darüber nachgedacht, nicht zu versuchen, das Leben um uns herum zu übertönen, sondern das tatsächlich in das Album zu integrieren. Wir beginnen und beenden das Album mit diesen Aufnahmen, die a cappella in einer Kirche sind. Du kannst die Luft hören.“

## Titelliste
- Cécile McLorin Salvant: Ghost Song (Nonesuch)[2]

1. Wuthering Heights (Kate Bush) 2:43
2. Optimistic Voices (Harold Arlen/Yip Harburg) / No Love Dying (Gregory Porter/Herbert Stothart) 7:23
3. Ghost Song 3:22
4. Obligation 1:32
5. Until (Gordon Sumner) 6:31
6. I Lost My Mind 3:40
7. Moon Song 3:04
8. Trail Mix 2:23
9. The World Is Mean (Marc Blitzstein/Bertolt Brecht/Kurt Weill) 4:48
10. Dead Poplar 2:36
11. Thunderclouds 3:36
12. Unquiet Grave (Traditional) 4:20

Wenn nicht anders vermerkt, stammen die Kompositionen von Cécile McLorin Salvant.

## Rezeption und Auszeichnungen

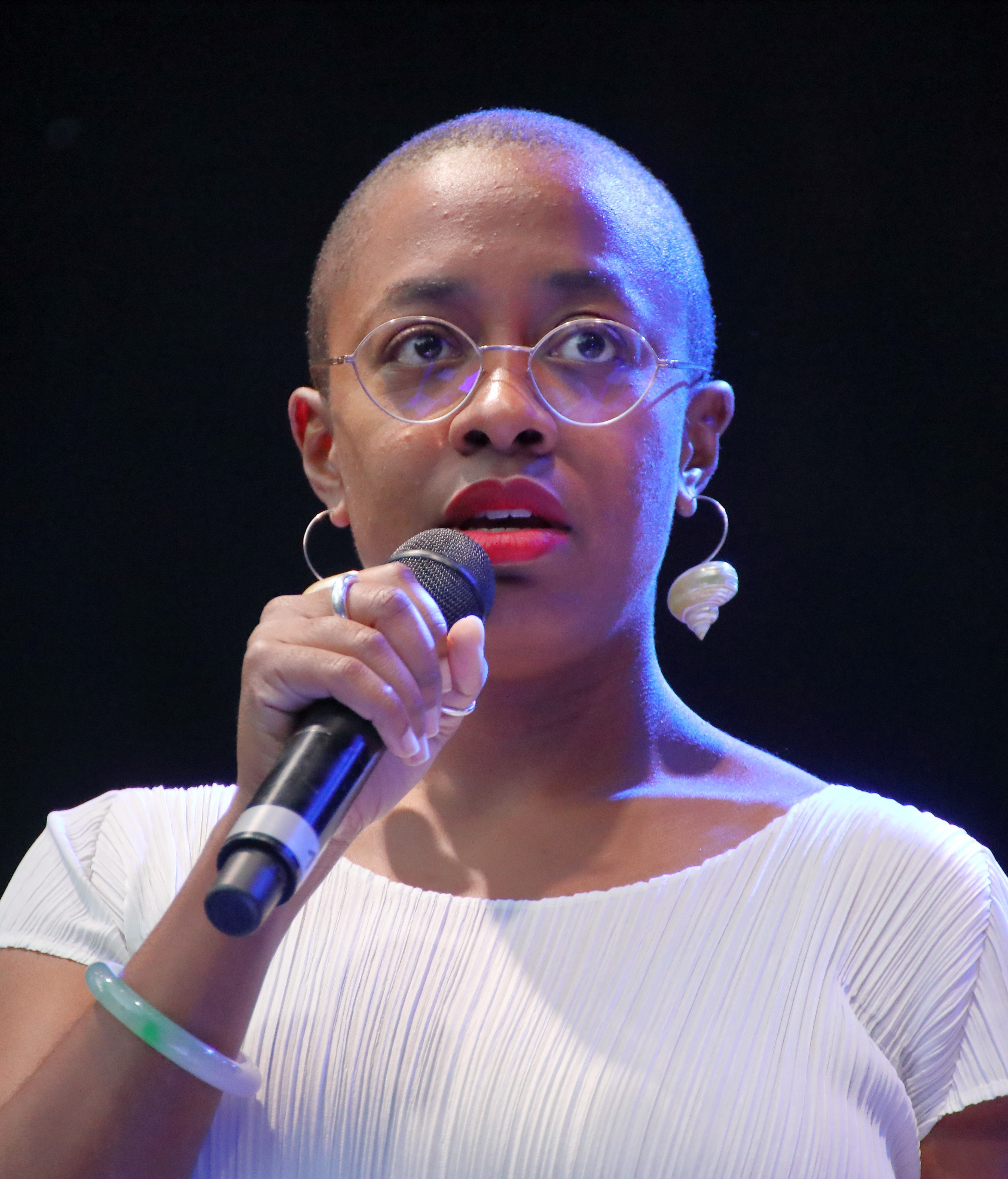
Cécile McLorin Salvant beim Rudolstadt-Festival 2019

Das Album der Sängerin stieß auf durchweg positive Resonanz der Musikkritik; Cécile McLorin Salvants Album befasse sich mit einem neueren Archiv: ihrem eigenen, hieß es in The New York Times. Sie sei eine Sängerin, die es wage, sich mit älterer Musik mit unappetitlicher Geschichte auseinanderzusetzen, und wende sich auf Ghost Song, ihrem bisher aufschlussreichsten und lohnendsten Album, nach innen. Beate Sampson schrieb: „Allein oder umrahmt von Banjo, Kirchenorgel, Theorbe und Querflöte und dem jazzklassischen Klaviertrio – findet sie für jeden Song einen ganz eigenen, spezifischen Ausdruck. Am Ende aber ist alles wie aus einem Guss, und dieser Guss glänzt so schön wie der nächste Grammy, den Cécile McLorin Salvant für dieses kleine Meisterinnenwerk bekommen könnte.“ Matthias Jordan findet: „Der vielleicht größte Einfluss aber ist wohl ihre Liebe zu Musicals: Nicht nur, dass sie Stücke aus ‚Der Zauberer von Oz‘ und der ‚Dreigroschenoper‘ covert, auch die anderen Songs singt Salvant, als stünde sie kostümiert auf einer Bühne und wolle nicht nur Emotionen transportieren, sondern eine Geschichte erzählen, und unterlegt sie mit einer inneren Dramaturgie.“
Seit Cécile McLorin Salvant nach dem Gewinn der Thelonious Monk International Jazz Competition 2010 in der Jazzszene bekannt wurde, habe sie das populäre Konzept einer Jazzsängerin gewissenhaft neu definiert, wertete Martin Johnson in JazzTimes. Salvant sei nicht einfach nur ein Vehikel zu einer romantischen Vision emotionaler Glückseligkeit, wie sie in den Worten des Great American Songbook erzählt werde, sondern habe zahlreiche andere Identitätstropen hinzugefügt. Sie sei die Kulturwissenschaftlerin, die Texte von Klassikern untersuche, ja sogar hinterfrage. Sie sei die Kistengräberin, die Nuggets aus vergessenen Musicals und Filmen und obskuren Songs großer Songwriter und Sänger finde. Und sie sei eine Geschichtenerzählerin, die ihrer Bühnenpersönlichkeit das Arsenal an nuancierter Theatralik, Witz und Intelligenz einer Schauspielerin verleihe.
Peter Quinn (The Arts Desk) urteilte, Cécile McLorin Salvants Album sei eine bewegende, fantasievolle, manchmal zum Lachen bringende Liedsammlung. Als Cécile McLorin Salvant, im Rahmen des EFG London Jazz Festival einem verzückten Publikum in der Cadogan Hall einen Teil des Materials ihres bevorstehenden Albums vorstellt hatte, habe man gespürt, dass etwas Besonderes bevorstand; aber der Wunderschatz von Ghost Song übertreffe alle Erwartungen. Ob es das unbegleitete Fragment des Songs „Cúirt Bhaile Nua“ sei, das in Kate Bushs „Wuthering Heights“ übergeht (aufgenommen in der Akustik der St. Malachy Roman Catholic Church, New York), das fantasievolle Zusammenfügen eines halsbrecherischen „Optimistic Voices“ mit Gregory Porters „No Love Dying“ oder das wunderschöne, selbst verfasste „Thunderclouds“ (inspiriert von Marcel Carnés Film Kinder des Olymp von 1943/45): Die sieben Eigenkompositionen und fünf Coverversionen verbänden sich zu einem bewegenden, phantasievollen, manchmal zum Lachen komischen Ganzen, das Salvants bisher einprägsamstes Werk ist. Weitere Höhepunkte seien der eindringliche Refrain des zärtlichen, gesprächigen Titeltracks, das ehrwürdige alte Volkslied „Unquiet Grave“ und „The World Is Mean“ aus Dreigroschenoper, ein Werk, das Salvant eindeutig schätzt.

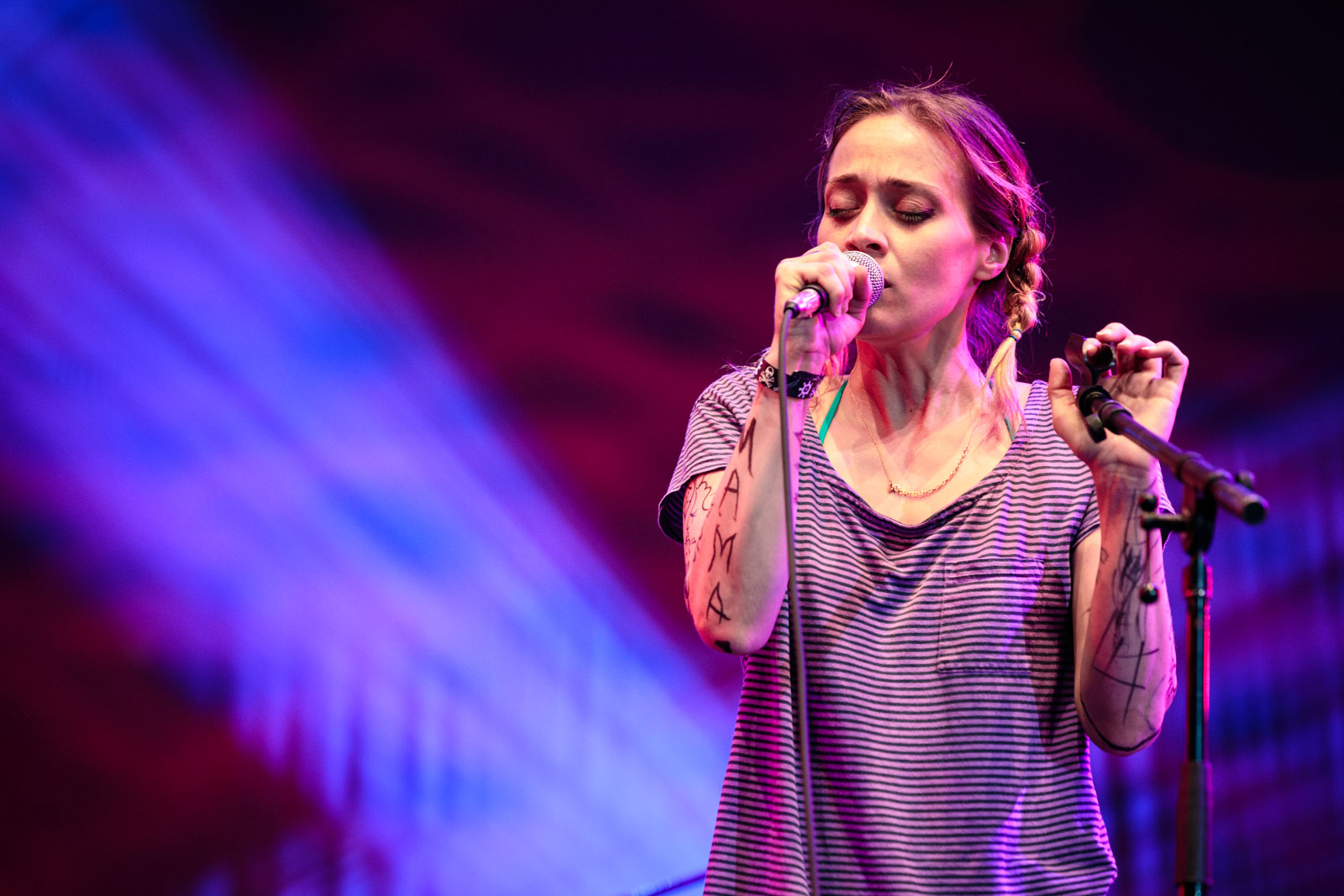
Fiona Apples (2015)

Ghost Song kombiniere die Klänge, für die sie bekannt sei – Jazz, volkstümliche Melodien, Blues – und webe brandneue Texturen ein, die weniger sauber klängen, schrieb Kadish Morris im Guardian. Ihre Sensibilität erinnerte an Fiona Apples auf Fetch the Bolt Cutters, sie seien beide jazzerprobte Sängerinnen mit einer unorthodoxen Herangehensweise an ihre Einflüsse.
Nate Chinen meinte in Take Five bei WBGO, Cécile McLorin Salvants Ghost Song sei mehr als nur eine weitere Leistung der Superlative der berühmtesten Jazzsängerin unserer Zeit, sondern auch „Beweisstück A“ für eine entscheidende Wendung in ihrem künstlerischen Schaffen, das Zeichen einer Öffnung in Bezug auf ihre Methoden und Materialien. Es sollte keine Überraschung sein, dass Salvant unverfroren Nahrung in einem Song aus dem Sting-Katalog finden würde, aber ihre sensible Behandlung von „Until“ – einem kammermusikalischen Walzer aus dem Film Kate & Leopold von 2001 – liefere trotzdem neue Offenbarungen.
Matt Collar verlieh dem Album in Allmusic viereinhalb Sterne und schrieb, auf Ghost Song treibe die Sängerin ihren Sound weiter über den geradlinigen Jazz hinaus. Obwohl Salvant für ihre Ella-Fitzgerald-ähnliche Fähigkeit bei der Interpretation von Songbook-Standards und französischen Chansons bekannt sei, habe sie sich selbst als belesene und nuancierte Songwriterin erwiesen. Auf Ghost Song bringe sie all diese Aspekte noch einmal zusammen und fügt dieses Mal zeitgenössischere Cover-Melodien und andere Folk-Traditionen hinzu, die sie noch nicht erforscht hatte. Wie bei einigen ihrer früheren Arbeiten habe auch das Album eine zutiefst persönliche Anmutung, da es nach dem Tod ihrer Großmutter und ihres langjährigen Schlagzeugers Lawrence Leathers aufgenommen wurde. Ein Gefühl des Verlustes durchdringe Ghost Song, auch wenn Salvant unerwartetere und transzendentere Wege finde, um ihre Gefühle auszudrücken.
Im November 2022 wurde das Album für die Grammy Awards in der Kategorie „bestes Vokal-Jazzalbum“, außerdem das Stück „Optimistic Voices / No Love Dying“ in der Kategorie  „Bestes Arrangement, Instrumental und Gesang“ nominiert.
2022 wurde das Werk bei den Victoires du Jazz als bestes Jazz-Album ausgezeichnet. 2023 wurde Ghost Song von der Jazz Journalists Association in der Kategorie Album des Jahres nominiert.